# Постнеоязычество
Постнеоязычество — в отличие от язычества и неоязычества, это мировоззрение, существующее в современной реальности, основанное на уважении к окружающему миру, природе и почитании памяти предков, к языку, истории и культуре своей традиции. Оно заключается в изучении истории и источников, формировании в текущей реальности нового, специфического уклада жизни, соответствующего одновременно как магическому мышлению и пониманию мифа в широком смысле этого слова — так и техническому прогрессу, активной жизненной позиции.
В постнеоязычестве возможны такие течения как вера в науку или поклонение моде.
В отличие от язычества, в котором традиция непрерывна, и неоязычества, которое пытается воссоздать традиции или придумать новые, постнеоязычество адаптирует все действия к современной жизни. Например, бросание монеток в Чижика-Пыжика в г. Санкт-Петербург для исполнения желаний не является язычеством, потому что Чижик-Пыжик не дух и не божество, и не является неоязычеством, потому что нет попытки создания культа Чижика либо формирование его как божества или иного объекта поклонения. В данном случае имеет место признание места особенным (сакральным, требующего особенного отношения) и формирование обрядовых действий (бросание монет) - вне религиозного контекста. 
Постнеоязычество подразумевает анимистический подход - то есть, считает, что все живое. Таким образом, чувственное тело считается святым, а не постыдным, и естественный мир является тем, что следует принять и сохранить, а не избегать или бездумно потреблять и уничтожать. Кроме того, душа или Боги не являются отдельными, а едины с человеком и неотъемлемы от него. Человек может познать природу духа, исследуя свою собственную природу и природу окружающего его мира, сам создавая смысл своего существования. Постнеоязычество признает всех Богов и Богинь всех пантеонов как проявление духовной силы. Во многом так же, как Юнг и Кэмпбелл, признает множество «масок Бога». И во многом так же, как Уайтхед, видит жизнь человека как жизненно важную для непрерывного процесса творения того, что есть, а не как беспомощно волочащуюся к какому-то конечному (возможно, даже предопределенному) состоянию, которое должно быть.